# Кобильчак Михайло Митрофанович
Михайло Митрофанович Кобильчак (15 липня 1918, Чемерпіль — 11 серпня 2004, Київ) — український радянський державний і партійний діяч, Герой Соціалістичної Праці (8.12.1973). Член ЦК КПУ з 17 березня 1971 по 6 лютого 1986 року. Член Центральної Ревізійної Комісії КПРС з 9 квітня 1971 по 24 лютого 1976 року. Кандидат у члени ЦК КПРС з 5 березня 1976 по 23 лютого 1981 року. Депутат Верховної Ради УРСР 5—6-го скликань (1959—1967 роки). Депутат Верховної Ради СРСР 8—10-го скликань.

## Біографія
Народився 15 липня 1918 року в бідній селянській родині в селі Чемерполі Подільської губернії (нині Голованівський район Кіровоградської області).
У 1935—1938 роках був на комсомольській роботі в Одеській області: керуючий справами, інструктор Грушківського районного комітету ЛКСМУ.
З 1938 по 1946 рік служив у Червоній армії. Член ВКП(б) з 1939 року. Брав участь у німецько-радянській війні, воював на Центральному, Західному та інших фронтах. У 1945 році служив помічником начальника політичного відділу 22-го гвардійського стрілецького корпусу по роботі серед комсомольців, гвардії майор.
Після демобілізації, з 1946 по 1948 рік — 1-й секретар Корсунь-Шевченківського районного комітету ЛКСМ України, а з 1948 по 1949 рік — секретар Корсунь-Шевченківського районного комітету КП(б)У Київської області.
У 1949—1951 роках навчався в Дніпропетровській партійній школі.
У 1951—1952 роках — 2-й секретар Вільшанського районного комітету КП(б)У Київської області.
З 1952 по 1962 рік — 1-й секретар Старченківського районного комітету КПУ Київської області. У 1961 році заочно закінчив Вищу партійну школу при ЦК КПРС.

Могила Михайла Кобильчака

У 1962 році працював начальником Білоцерківського територіально-виробничого колгоспно-радгоспного управління Київської області.
З 16 серпня 1962 до січня 1963 року — секретар Київського обласного комітету КПУ.
З січня 1963 по грудень 1964 року — 2-й секретар Київського сільського обласного комітету КПУ.
З грудня 1964 по квітень 1967 року — секретар Київського обласного комітету КПУ. У 1967 році заочно закінчив Українську сільськогосподарську академію.
З 6 квітня 1967 по 2 лютого 1982 року — 1-й секретар Кіровоградського обласного комітету Компартії України.
Потім — на пенсії в місті Києві.
Помер на 87-му році життя в Києві 11 серпня 2004 року. Похований разом з дружиною на Байковому кладовищі (ділянка № 49б, 50°25′3.02″ пн. ш. 30°30′2.23″ сх. д. / 50.4175056° пн. ш. 30.5006194° сх. д.).

## Нагороди
Герой Соціалістичної Праці (8.12.1973). Нагороджений трьома орденами Леніна (19.07.1968, 27.08.1971, 8.12.1973), орденом Вітчизняної війни 1-го ступеня (11.03.1985), орденом Вітчизняної війни 2-го ступеня (17.08.1944), трьома орденами Трудового Червоного Прапора (6.02.1958, 22.03.1966, 22.12.1977), двома орденами Червоної Зірки (21.10.1943, 26.05.1945), медалями, почесною грамотою Президії Верховної Ради Української РСР (14.07.1978).